# Cabeza de playa

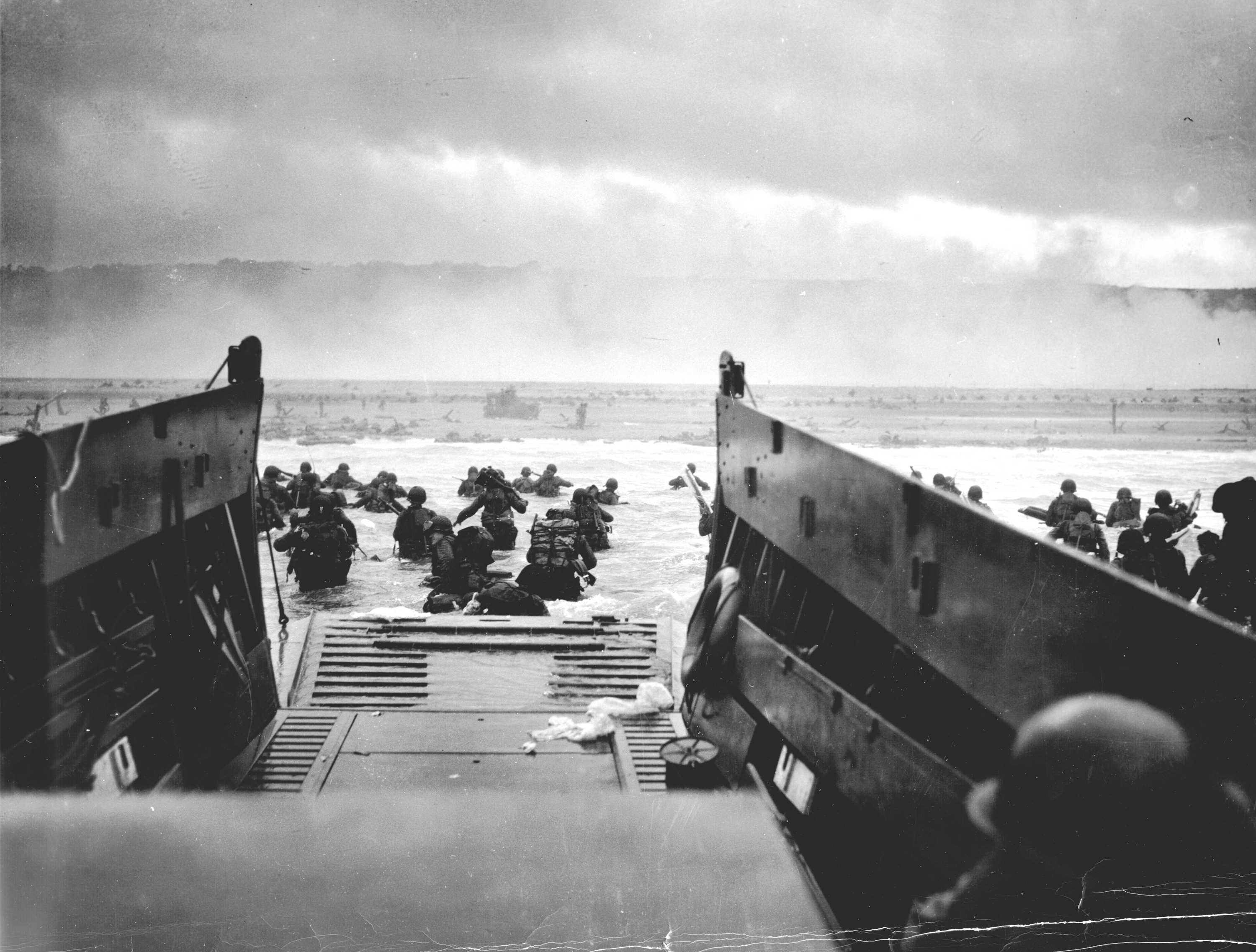
Desembarco en Normandía. Creación de una cabeza de playa.

Cabeza de playa o cabecera de playa es un término militar usado para describir la línea creada cuando un grupo de unidades armadas alcanzan la costa y comienzan a defender el área hasta que se produce la llegada de un número suficiente de refuerzos, momento en el que se crea una posición lo bastante fuerte como para comenzar un avance ofensivo. 

## Ejemplos históricos
Las playas de desembarco fueron fundamentales en operaciones militares de envergadura durante la Segunda Guerra Mundial, como por ejemplo la Operación Neptuno o los desembarcos en las islas del Pacífico (Iwo Jima, Okinawa), en la guerra de Corea (especialmente en la batalla de Inchon), y en la guerra de Vietnam, entre otras. 
Aunque muchas referencias indican que la Operación Neptuno se refiere solo a los movimientos navales de soporte de la mucho más ambiciosa Operación Overlord, las referencias más confiables dejan en claro que Overlord indica el establecimiento de un gran enclave en Normandía, y que Neptuno señala a la fase de toma de tierra que creó la playa de desembarco; es decir, Neptuno fue la primera fase de Overlord. De acuerdo al Museo del Día D:

"La Fuerzas Armadas usan nombres en clave para referirse al planeamiento y ejecución de operaciones militares específicas. La operación Overlord fue el nombre clave para la invasión aliada de Europa del noroeste. La fase de asalto de la operación Overlord se conoció con el nombre de operación Neptuno [...] Operación Neptuno comenzó el Día D (el 6 de junio de 1944) y terminó el 30 de junio de 1944. Para este momento, los aliados habían establecido una sólida cabecera de playa en Normandía. La operación Overlord también comenzó el Día D, y continuó hasta que las fuerzas aliadas cruzaron el río Sena el 19 de agosto de 1944".

## Factores clave
Una vez que un asalto anfibio da comienzo, la victoria tiende a estar del lado que 
puede reforzar la playa de desembarco lo más rápidamente posible. 
Ha habido ocasiones en las que las fuerzas anfibias no se expandieron desde el área de desembarco lo suficientemente rápido como para crear una zona protegida antes de que los defensores pudieran reforzar sus posiciones. Tres ejemplos famosos de esto 
ocurrieron durante la invasión de la bahía de Suvla en la batalla de Galípoli en la Primera Guerra Mundial, la operación anfibia en Anzio durante la Segunda Guerra Mundial y la invasión de Bahía de Cochinos.